# بيدرو باولو
بيدرو باولو (بالبرتغالية: Pedro Paulo Saraiva António‏) هو لاعب كرة قدم برتغالي، ولد في 21 نوفمبر 1973 في لواندا في أنغولا، وتوفي في 23 فبراير 2000 في Amorim, Póvoa de Varzim ‏ في البرتغال بسبب حادث مرور. لعب مع برمنغهام سيتي ودارلينجتون إف سى وسبورتينغ لشبونة ونادي ماريتيمو ونافال.

## وصلات خارجية
- بيدرو باولو على موقع قاعدة بيانات كرة القدم.إي يو (الإنجليزية)